# Lepus callotis
La liebre torda o de flancos blancos (Lepus callotis) es una especie de mamífero lagomorfo de la familia Leporidae originaria de una región limitada de Norteamérica. Su difusión solo se extiende desde el sur de Nuevo México, hasta el noroeste y centro de México. De hecho, este animal se considera amenazado en Nuevo México, con una población en declive en los últimos años.

## Hábitat
La liebre de flancos blancos habita en mesetas, en lugares con bastante altitud, incluida las llanuras del suroeste de Nuevo México y las llanuras de la meseta sur de México. Evita las zonas montañosas.Prefiere las tierras panas de panas 
```
y también suele evitar las zonas de bosques y arbustos
```

## Reproducción
La temporada de reproducción de este liebre dura un mínimo de 18 semanas, desde mediados de abril a mediados de agosto. Por término medio suele tener 2 crías en cada camada. Las crías tienen un pelo suave y lanudo en sus primeros días y alcanzan la madurez sexual muy rápido, y empiezan a reproducirse al año de su nacimiento.

## Subespecies
Existen dos subespecies dentro de esta especie:
- Lepus callotis callotis
- Lepus callotis gaillardi